# Săritura în neant
Săritura în neant (rusă Прыжок в ничто) este un roman științifico-fantastic de Aleksandr Beleaev. Romanul este dedicat savantului Konstantin Țiolkovski. A doua ediție este însoțită de o prefață scrisă de Țiolkovski.

## Fundal
În 1935-1938, Beleaev a locuit cu familia sa în Leningrad. Boala sa a progresat și pentru o lungă perioadă de timp nu s-a dat jos din pat. În 1936, s-a dus la tratament în Ievpatoria, Crimeea. Cu toate acestea, fiind într-o astfel de stare, el a scris despre univers: astfel au apărut romanele Steaua KEȚ și Săritura în neant - unele din primele opere SF sovietice despre explorarea spațiului (ambele dedicate lui Țiolkovski).

## Prezentare
Profesorul și inginerul german Leo Zander, un specialist de renume mondial în crearea motoarelor cu reacție, are de ales: conducerea militară a țărilor capitaliste îi cere să participe la dezvoltarea armelor de distrugere în masă pentru suprimarea bolșevicilor în timp ce un grup de bogați și aristocrați internaționali îi propun lui Zander să conducă construcția unei nave interstelare. Leo Zander alege a doua variantă și creează nava "Arca lui Noe", care permite saltul către alte planete. Pasagerii de pe "Arca lui Noe" este alcătuită din aristocrați și bancheri bogați, care  vor să scape de revoluțiile și războaiele iminente de pe Pământ. După o lungă pregătire, nava cu pasageri pleacă de pe Pământ. Zander însuși conduce racheta cu asistenții săi Winkler și Hans Finger.
În timpul zborului, pasagerii descoperă în mod neașteptat că echipajul navei este format din comuniști revoluționari. Confruntarea dintre echipaj și pasagerii care simpatizează cu echipajul, pe de o parte, și aristocrații bogați, pe de altă parte, provoacă pagube serioase navei. Sera care trebuia să furnizeze tuturor alimente, este distrusă. Zander este forțat să ducă nava pe planeta Venus, unde este descoperită viață. Condițiile aici sunt acceptabile pentru viața umană. Ei sunt uimiți de ciudățenia creaturilor venusiene, de puterea forțelor naturii și de cantitatea colosală de minerale.
Încercând să supraviețuiască în noua lume, astronomii se despart în două tabere opuse - "plebea" (echipajul navei și servitorii pasagerilor bogați) și "pasagerii". Odată cu apropierea iernii venusiene, "plebea" construiește o fermă, cultivă terenul și recoltează pentru o eventuală plecare. "Pasagerii", care nu sunt adaptați pentru muncă, intenționează să omoare o parte din "plebe", să înrobească restul și să fure rezultatele muncii lor.

## Legături externe
- Săritura în neant, fantlab.ru

## Vezi și
- 1933 în literatură
- Aelita (1923) roman scris de Alexei Tolstoi cu o temă asemănătoare